# Sankt Jöris

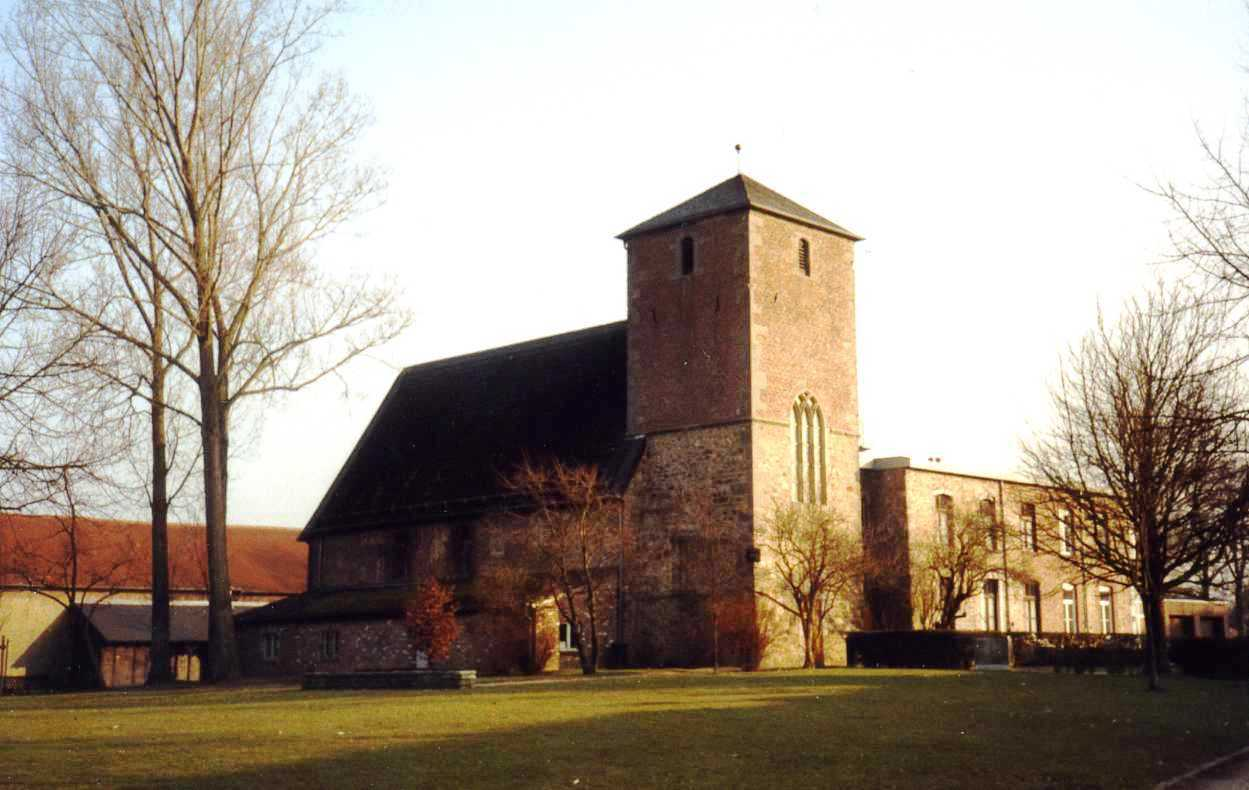
Kulturzentrum Klosterkirche

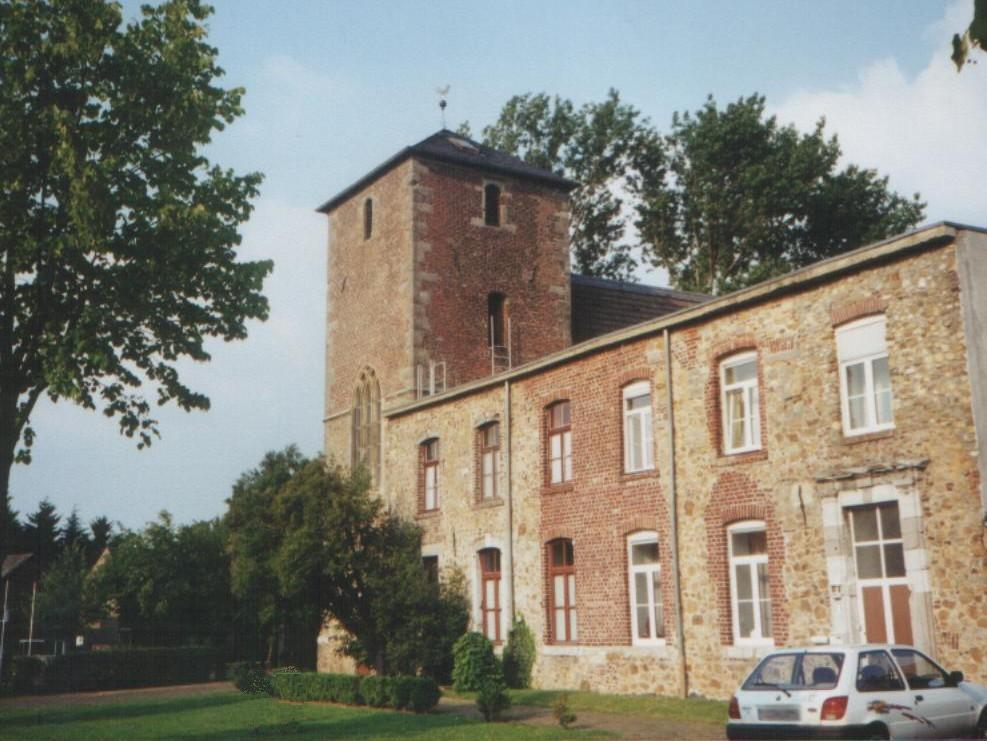
Kloster St. Jöris

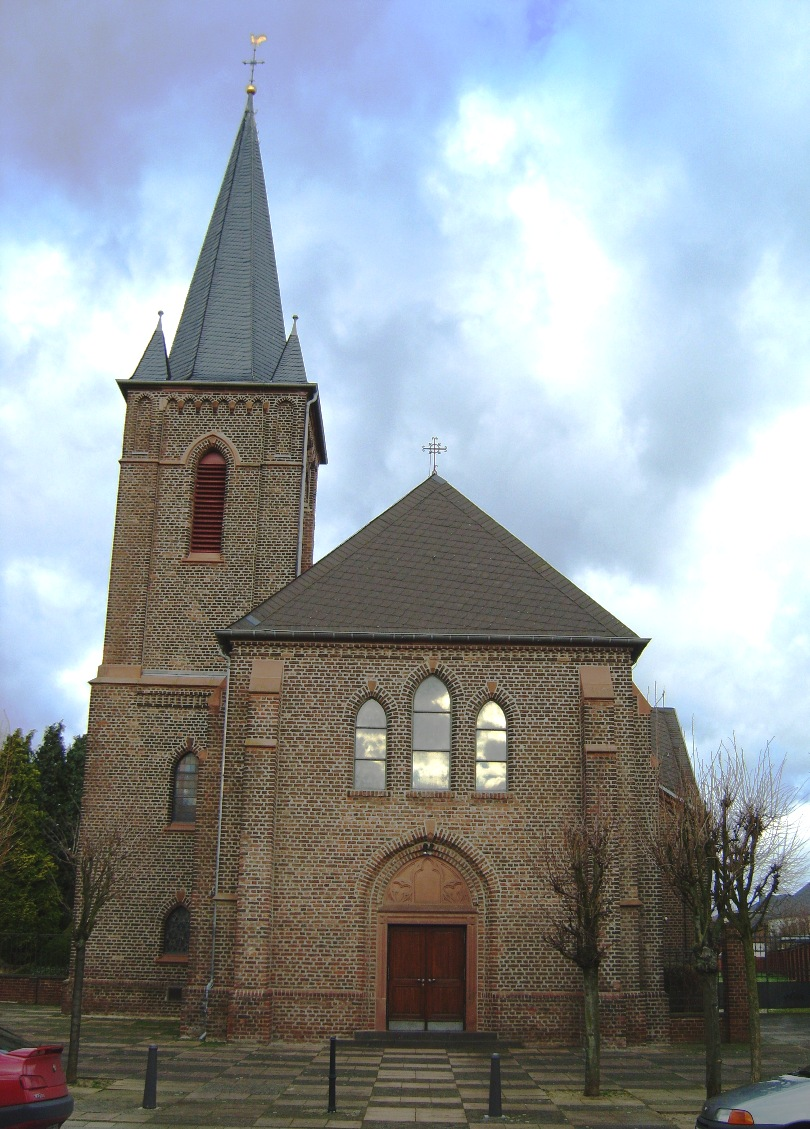
Pfarrkirche St. Georg

St. Jöris ist ein nordwestlicher Stadtteil von Eschweiler in der Städteregion Aachen. Unmittelbar am Ostrand des Ortes erstreckt sich der Golfplatz Haus Kambach. Der Ort wird vom Merzbach durchflossen.

## Geschichte
Die Geschichte St. Jöris' ist eng mit dem Kloster verbunden. St. Jöris war in früheren Zeiten Teil der Herrschaft Kinzweiler. An der Ecke Neusener Straße / Merzbrücker Straße steht ein Bildstock aus dem Jahre 1734, der die älteste im Ort befindliche Inschrift trägt. Der kleine Ort mit heute 800 bis 900 Einwohnern gehörte seit 1800 zu Eschweiler, wurde 1858 ausgemeindet, bildete bis 1972 zusammen mit Hehlrath und Kinzweiler die eigenständige Gemeinde Kinzweiler im Landkreis Aachen und gehört seit dem 1. Januar 1972 zusammen mit Kinzweiler und Hehlrath wieder zu Eschweiler. Von 1858 bis 1901 wurde das neue Gebilde Kinzweiler noch von Eschweiler mitverwaltet. In der Franzosenzeit Anfang des 19. Jahrhunderts hieß es "Saint George", und auf einer preußischen Landkarte von 1846 wird es "St. Jörris" geschrieben. Die Postleitzahl von 1961 bis 1972 war 5181 Sankt Jöris (über Eschweiler).

### Einwohnerentwicklung
| Entwicklung | Jahr | Einwohner |
| --- | ---- | --------- |
| Hier fehlt eine Grafik, die leider im Moment aus technischen Gründen nicht angezeigt werden kann. Wir arbeiten daran! |      |           |
| 2013 | 802  |           |
| 2014 | 818  |           |
| 2015 | 819  |           |
| 2016 | 824  |           |
| Quelle: . Werte jeweils zum 31. Dezember des Jahres.                                                                  |      |           |

## Sehenswürdigkeiten
- Reste des ehemaligen Zisterzienserinnenklosters mit Klosterweiher
- Dorfkirche St. Georg mit Schädelreliquie. Nachdem die St. Jöriser nach Schließung der Klosterkirche ein ganzes Jahrhundert zur Pfarrkirche Kinzweiler gehen mussten, erhielten sie 1906 eine eigene Kirche, zu deren Patron der Schutzheilige des ehemaligen Klosters und der Kinzweiler Ritter, der Heilige Georg, gewählt wurde. Die größten Schätze dieser Kirche sind die wenigen Objekte, die aus der Ausstattung der Klosterkirche erhalten geblieben sind: der Opfertisch aus der Altarplatte, eine Klosterglocke von 1786, das Triumphkreuz aus der Reihe der rheinischen „Cruzifixi dolorosi“ aus dem 14. Jahrhundert und eine Schädelknochenreliquie.

## Verkehr

### Straßenverkehr
St. Jöris liegt an einer Nebenstraße zwischen Eschweiler-Merzbrück an der L223 (früher B264) und Eschweiler-Kinzweiler. Die nächsten Autobahnanschlüsse sind 5a „Broichweiden“ auf der A 44 und 5a „Eschweiler-West“ auf der A 4.
St. Jöris verfügt über die Bushaltestellen „Am Klosterweiher“, „St. Jöris Kirche“, „St. Jöris Friedhof“ und „St. Jöris Schule“ der AVV-Stadtbuslinie EW4 der ASEAG, die weiter über Röhe nach „Eschweiler Bushof“ bzw. Eschweiler-Aue verkehrt. Die Buslinie EW6 der ASEAG fährt vom Bahnhof in St. Jöris über „St. Jöris Kirche“ und Kinzweiler bis nach Eschweiler-Helrath. Auf der Linie EW6 besteht das „ALT“-Konzept.
| Linie | Verlauf                                               |
| ----- | ----------------------------------------------------- |
| EW4   | Eschweiler Bushof – Röhe – Aue / St. Jöris            |
| EW6   | Anruflinientaxi: St. Jöris Bf – Kinzweiler – Hehlrath |

### Schienenverkehr

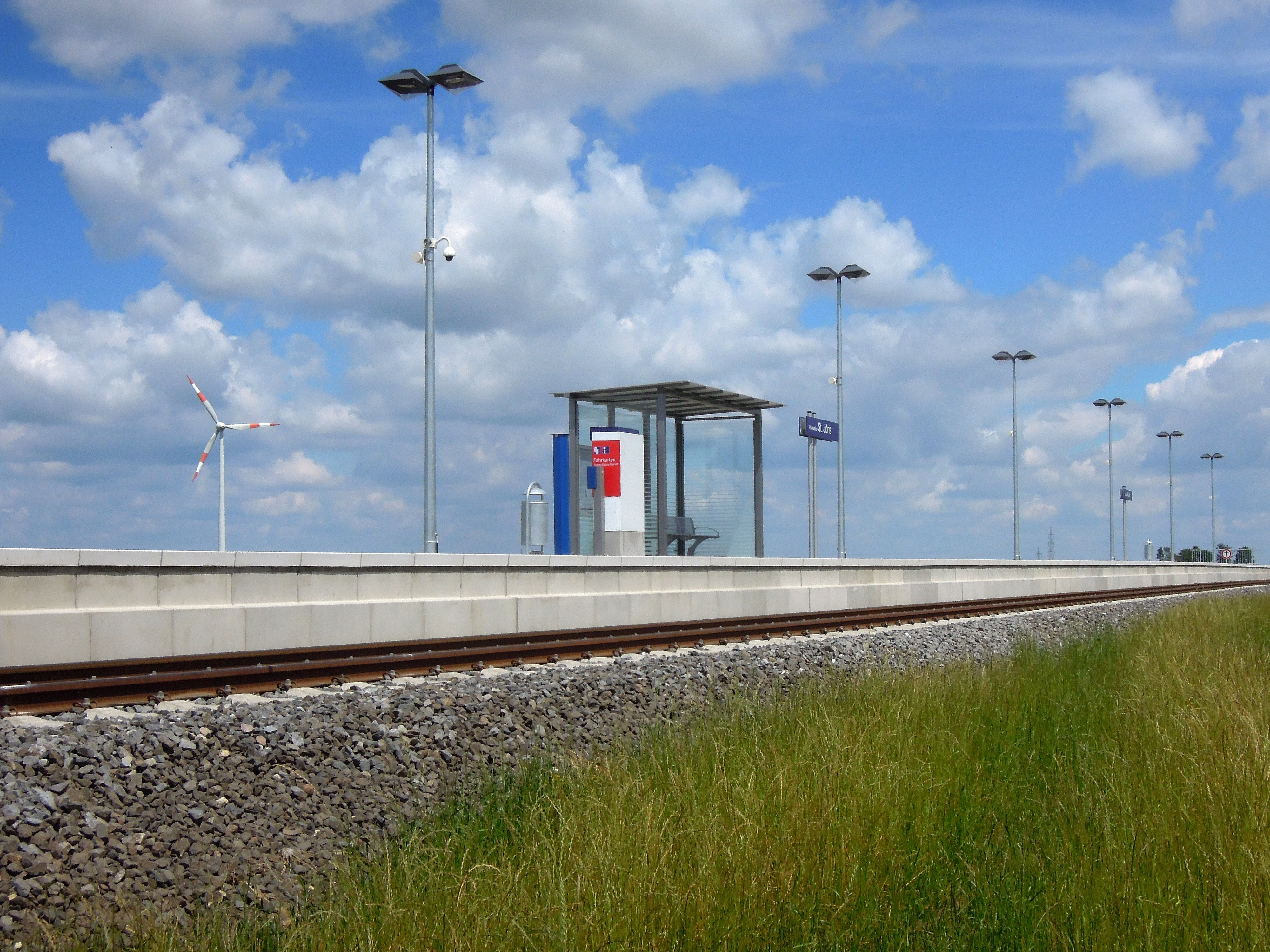
Bahnhof St. Jöris

St. Jöris hat einen Bahnhof an der Bahnstrecke Stolberg–Herzogenrath. Ursprünglich 1949 als Haltepunkt eröffnet und 1981 stillgelegt, wurde er im Juni 2014 von der EVS Euregio Verkehrsschienennetz neu errichtet und wird von den Triebwagen der Euregiobahn bedient.
Die nächste Station an der Schnellfahrstrecke Köln–Aachen ist der Hauptbahnhof von Eschweiler. Siehe auch Liste der Bahnstationen in der Region Aachen.
| Linie | Linienverlauf | Takt   |
| ----- | --- | ------ |
| RB 20 | Euregiobahn: Stolberg (Rheinl) Hbf – Eschweiler-St. Jöris – Alsdorf-Poststraße – Alsdorf-Mariadorf – Alsdorf-Kellersberg – Alsdorf-Annapark – Alsdorf-Busch – Herzogenrath August-Schmidt-Platz – Herzogenrath-Alt-Merkstein – Herzogenrath – Kohlscheid – Aachen West – Aachen Schanz – Aachen Hbf – Aachen-Rothe Erde – Eilendorf – Stolberg (Rheinl) Hbf hier Flügelung; Zugteil 1: – Eschweiler-West – Eschweiler Talbahnhof/Raiffeisenplatz – Eschweiler-Nothberg – Eschweiler-Weisweiler – Langerwehe – Düren; Zugteil 2: – Stolberg (Rheinl) Hbf (Gleis 27) – Stolberg-Schneidmühle – Stolberg Mühlener Bahnhof – Stolberg-Rathaus – Stolberg-Altstadt (aufgrund von Hochwasserschäden fahren die Züge nur bis Stolberg Rathaus. Schienenersatzverkehr findet weiterhin zwischen Stolberg Hbf und Eschweiler Talbahnhof statt) Stand: 30. April 2023 | 60 min |